# مونوپتاسیم فسفات
مونوپتاسیم فسفات (به انگلیسی: Monopotassium phosphate) با فرمول شیمیایی KH۲PO۴ یک ترکیب شیمیایی با شناسه پاب‌کم ۵۱۶۹۵۱ است. که جرم مولی آن 136.086 g/mol می‌باشد. شکل ظاهری این ترکیب، پودر سفید آب شونده است.

## نگارخانه

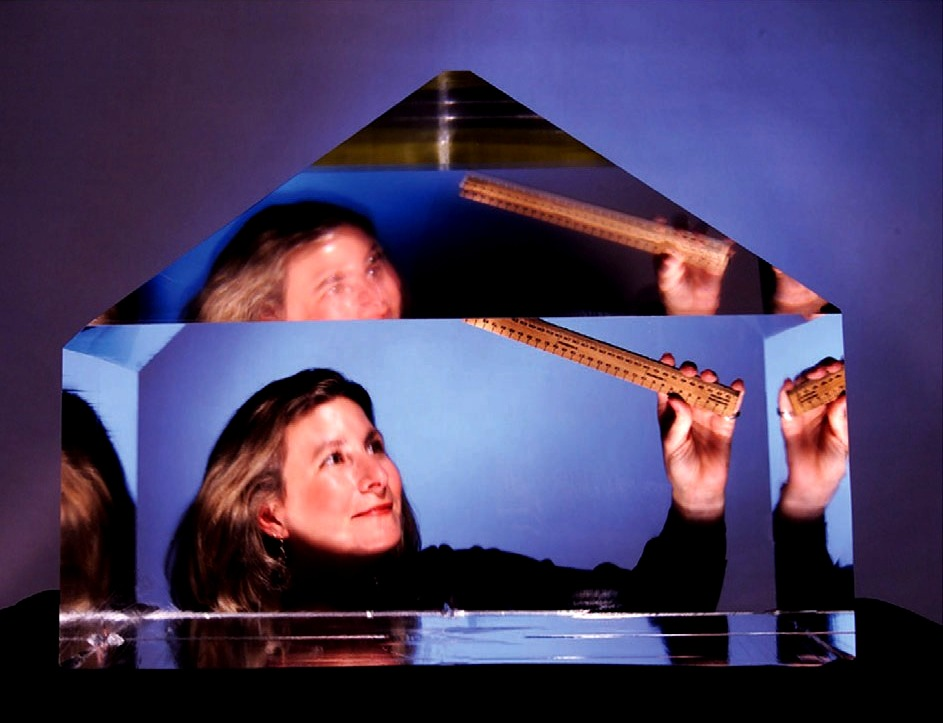
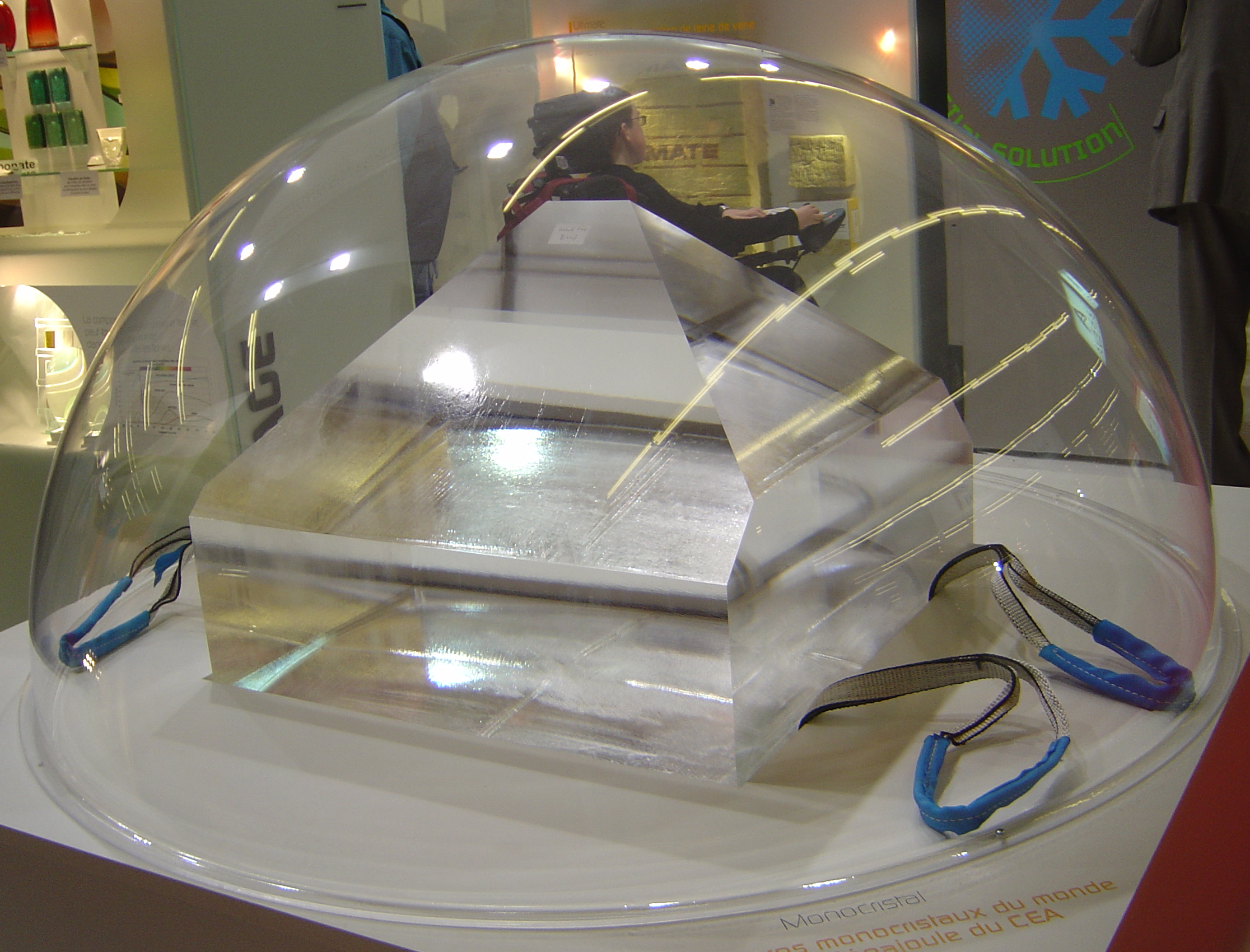